# Casimir Pereira
Casimir Pereira (ur. 4 marca 1954) – seszelski lekkoatleta, olimpijczyk.
Wystąpił na Letnich Igrzyskach Olimpijskich 1980 w trzech konkurencjach, czyli w biegu na 200 m i obu sztafetach sprinterskich. Z wynikiem 22,59 zajął ostatnią 7. pozycję w swoim biegu eliminacyjnym, osiągając 48. wynik wśród 57 sprinterów, którzy przystąpili do rywalizacji. W biegach sztafetowych 4 × 100 m i 4 × 400 m także odpadł w eliminacjach (w obu konkurencjach Seszele reprezentowali: Vincent Confait, Marc Larose, Casimir Pereira i Régis Tranquille). Na krótszym z dystansów zajęli 7. miejsce w wyścigu kwalifikacyjnym (41,71), wyprzedzając wyłącznie niesklasyfikowanych Kubańczyków. Podobna sytuacja nastąpiła w drugiej ze sztafet – tym razem reprezentanci tego kraju pokonali niesklasyfikowanych Jamajczyków (3:19,2). W przypadku obu biegów, Seszelczycy osiągnęli w eliminacjach wynik lepszy jedynie od reprezentantów Sierra Leone.
Rekordy życiowe: bieg na 200 m – 22,0 (1979), bieg na 400 m – 49,0 (1980).